# Умершие в июле 2008 года
Это список известных людей, соответствующих установленным критериям значимости (см. Википедия:Критерии значимости персоналий), умерших в июле 2008 года.
Причина смерти указывается лишь в исключительных случаях (убийство, самоубийство, гибель в результате военных действий, смертная казнь, ДТП или несчастные случаи). В остальных случаях — не указывается.

## Список
- 4 июля — Диш, Томас М. (68) — американский писатель-фантаст, самоубийство[1].
- 4 июля — Кейс, Эвелин (91) — американская актриса, сыграла роль сестры Скарлетт О’Хары в фильме Унесённые ветром[2].
- 4 июля — Джесси Хелмс (86) — американский политический деятель.
- 5 июля — Марк Барский (77) — советский волейболист, известный советский волейбольный тренер.
- 6 июля — Анатолий Зыков — народный художник РСФСР.
- 6 июля — Мордюкова, Нонна Викторовна (82) — советская и русская актриса, Народная артистка СССР, лауреат Государственной премии СССР [3].
- 7 июля — Моргун, Фёдор Трофимович (84) — советский и украинский партийный деятель, учёный-агроном, академик УАН[4].
- 8 июля — Василий Василаке (82) — молдавский писатель, переводчик, сценарист, редактор.
- 9 июля — Рахим Ахмедов (83) — советский, узбекский живописец. Народный художник СССР.
- 9 июля — Виктор Бермас (81) — советский работник промышленности, оператор металлургического завода, Герой Социалистического Труда.
- 11 июля — Приставкин, Анатолий Игнатьевич (76) — советский и российский писатель, правозащитник, советник президента России по вопросам помилования[5].
- 11 июля — Драновская, Лидия Дмитриевна (85) — советская актриса. [www.kino-teatr.ru/kino/acter/w/sov/6106/bio/]
- 11 июля — Дебейки, Майкл (99) — известный американский хирург, создатель методики аортокоронарного шунтирования[6].
- 12 июля — Артюхин, Евгений Тимофеевич (58) — борец греко-римского стиля, чемпион мира 1983 года[7].
- 12 июля — Сай, Сергей Иванович (55) — российский чиновник, руководитель Росприроднадзора в 2005—2008 годах, начальник Олега Митволя[8].
- 13 июля — Геремек, Бронислав (76) — польский политик и историк[9].
- 15 июля — Вольнов, Геннадий Георгиевич (69) — советский и российский баскетболист[10].
- 15 июля — Колонич, Дьёрдь (36) — венгерский каноист, олимпийский чемпион, сердечный приступ[11].
- 15 июля — Юрий Михайлов (77) — советский конькобежец, тренер, олимпийский чемпион 1956 года в беге на 1500 метров, заслуженный мастер спорта СССР.
- 15 июля — Павел Семеняко (91) — участник Великой Отечественной войны, Герой Советского Союза.
- 15 июля — Александр Шленчик (87) — один из самых известных мастеров фольклорных музыкальных инструментов Украины.
- 16 июля — Николай Попов (77) — советский военачальник, генерал армии.
- 17 июля — Михаил Беркович — российско-израильский журналист, публицист и поэт.
- 17 июля — Абдураза́к Мирзабе́ков (70) — советский и российский государственный деятель. Председатель Правительства Республики Дагестан с 1994 по 1997.
- 17 июля — Виталий Шкраба (38) — профессиональный белорусский боксёр, двукратный чемпион Белоруссии.
- 18 июля — Шкраба, Виталий (38) — белорусский боксёр[12].
- 19 июля — Георгий Алексидзе (67) — грузинский хореограф, народный артист Грузии, лауреат государственной премии, профессор Российской академии театрального искусства и Академии русского балета имени А. Я. Вагановой.
- 19 июля — Дерси Гонсалвеш (101) — бразильская комедийная актриса, пневмония[13].
- 19 июля — Антон Муха (80 — советский и украинский композитор, музыковед.
- 19 июля — Виталий Федермессер (67) — карельский государственный и общественный деятель, предприниматель.
- 20 июля — Асанхан Джумахматов (85) — советский киргизский дирижёр, музыкальный педагог. Народный артист СССР.
- 21 июля — Александр Свилюков (84) — советский офицер, в годы Великой Отечественной войны разведчик.
- 22 июля — Гетти, Эстель (84) — американская актриса, обладательница премий Золотой Глобус и Эмми[14].
- 22 июля — Кумаравель, Морис (68) — цейлонский велогонщик, выступавший на шоссе и треке. Участник летних Олимпийских игр 1960 года.
- 22 июля — Романчук, Павел Романович (87) — Герой Советского Союза.
- 24 июля — Елена Алексанян (74) — литературовед, профессор, исследователь в области сравнительного литературоведения, переводчик.
- 24 июля — Степан Сущев (93) — Герой Советского Союза.
- 25 июля — Ибрагим Юсупов (79) — каракалпакский поэт и драматург. Народный поэт Узбекистана.
- 25 июля — Пауш, Рэндолф Фредерик (47) — выдающийся американский программист, преподавал в Университете Карнеги — Меллон[15].
- 25 июля — Пуговкин, Михаил Иванович (85) — советский и русский актёр, народный артист СССР[16].
- 26 июля — Иван Матвеенко (84) — Герой Советского Союза.
- 27 июля — Павел Власов (90) — капитан I ранга ВМФ СССР, первый командир барка «Крузенштерн».
- 27 июля — Мерлини, Мариза (84) — итальянская киноактриса.
- 27 июля — Штайн, Хорст Вальтер (80) — выдающийся немецкий дирижёр[17].
- 28 июля — Станислав Стребко (71) — начальник Ильичевского морского торгового порта, Герой Украины (1999).
- 28 июля — Тяжлов, Анатолий Степанович (66) — губернатор Московской области в 1991—2000 годах[18].
- 28 июля — Попов, Виктор Сергеевич (74) — советский дирижёр, дирижёр Большого Детского Хора[19]
- 29 июля — Пабло Бельтран Руис (93) — мексиканский композитор, автор известной песни Sway
- 29 июля — Лидский, Виктор Борисович (84) — советский математик.
- 29 июля — Макаров, Владимир Павлович (76) — советский певец, лирический баритон.

## Дата неизвестна или требует уточнения
- Тони Дювер (63) — французский писатель, лауреат Премии Медичи.